# 3810 Aoraki
3810 Aoraki este un asteroid din centura principală, descoperit pe 20 februarie 1985 de Alan Gilmore și Pamela Kilmartin.